# Tevet
Tevet (in ebraico טֵבֵת‎?) è il quarto mese civile e il decimo mese religioso del calendario ebraico. È composto da 29 giorni.
È il mese in cui cadono gli ultimi giorni della festività di Chanukah, detta festa delle luci, che dura dal 25º giorno di Kislev al 2° (o 3°, se Kislev ha 29 giorni) di Tevet; Chanukah ricorda il miracolo avvenuto durante la rivolta di Israele contro la dominazione ellenistica. La Torah narra che al termine della rivolta, quando si volle consacrare il Tempio, si trovò olio adatto sufficiente per far ardere la luce perenne per un solo giorno; ma quella piccola quantità bastò per sette giorni, il tempo necessario alla preparazione dell'olio necessario. Un'altra festa minore si celebra il giorno 10 del mese.
Il Capodanno del calendario gregoriano cade frequentemente in uno dei 29 giorni di Tevet. Tra questi 29 giorni, il 1º Tevet coincide, nel corso del XXI secolo, cinque volte con il 1º gennaio negli anni seguenti: 2006, 2025, 2036, 2044 e 2055 (rispettivamente, 5766, 5785, 5796, 5805 e 5815 nel calendario ebraico).

## Periodo
Durante gli anni 5761–5860 del calendario ebraico, Tevet occorre nei seguenti periodi del calendario gregoriano:
| Durata degli anni | Inizio di Tevet         | Fine di Tevet          |
| ----------------- | ----------------------- | ---------------------- |
| 353 giorni        | 13 dicembre–31 dicembre | 11 gennaio–29 gennaio  |
| 354 giorni        | 13 dicembre–1º gennaio  | 11 gennaio–30 gennaio  |
| 355 giorni        | 14 dicembre–1º gennaio  | 12 gennaio–30 gennaio  |
| 383 giorni        | 2 dicembre–12 dicembre  | 31 dicembre–10 gennaio |
| 384 giorni        | 4 dicembre–12 dicembre  | 2 gennaio–10 gennaio   |
| 385 giorni        | 3 dicembre–13 dicembre  | 1º gennaio–11 gennaio  |